# Liste der Monuments historiques in Viarmes
Die Liste der Monuments historiques in Viarmes führt die Monuments historiques in der französischen Gemeinde Viarmes auf.

## Liste der Bauwerke
| Bezeichnung                   | Beschreibung | Standort | Kennzeichnung | Schutzstatus | Datum | Bild           |
| ----------------------------- | ------------ | -------- | ------------- | ------------ | ----- | -------------- |
| Schloss                       |              | (Lage)   | PA00080227    | Inscrit      | 1926  | weitere Bilder |
| Kirche St-Pierre-St-Paul      |              | (Lage)   | PA00080228    | Inscrit      | 2004  | weitere Bilder |
| Fontaine aux Moines (Brunnen) |              | (Lage)   | PA95000013    | Classé       | 2003  | weitere Bilder |

## Liste der Objekte

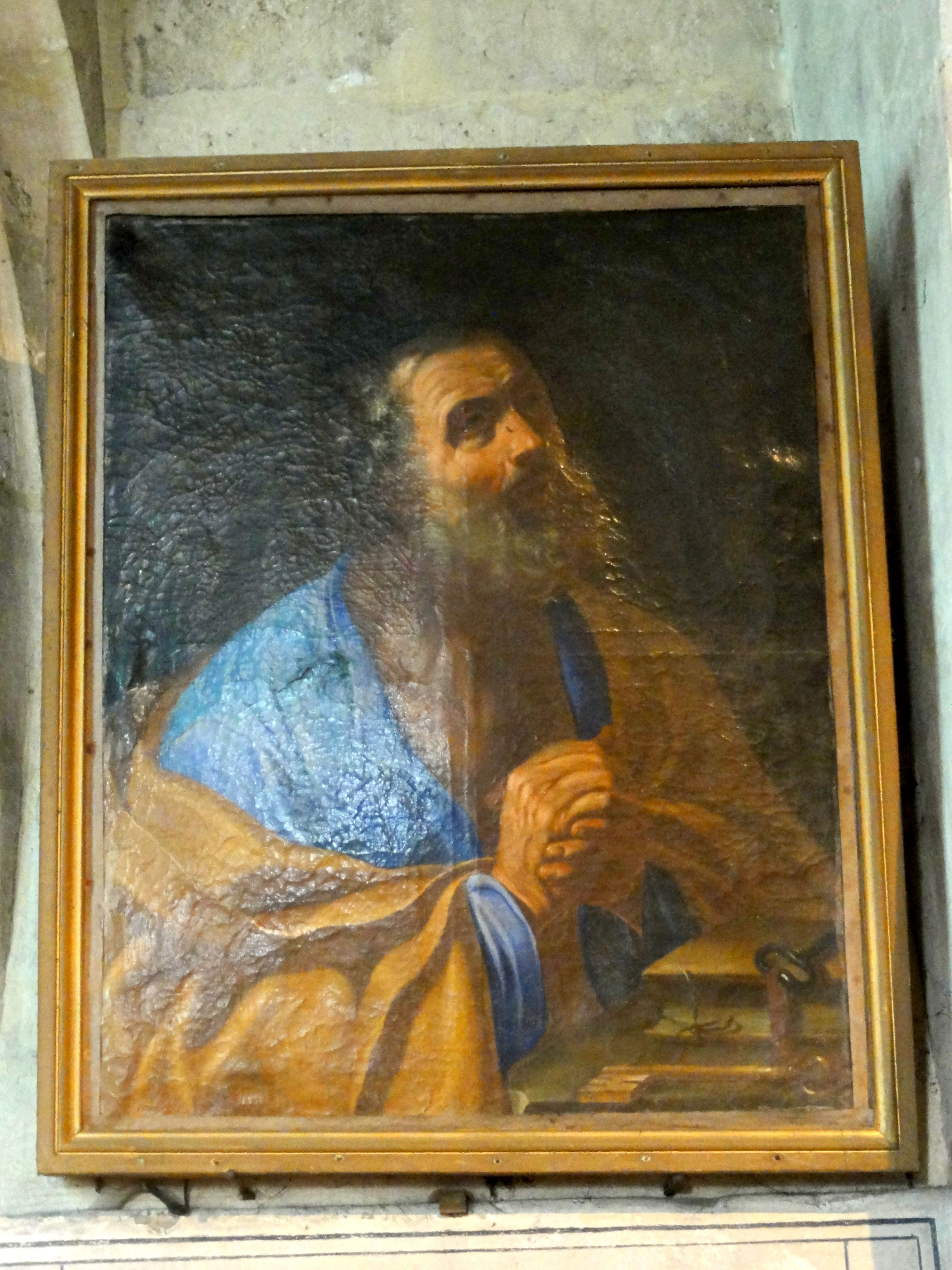
Ölgemälde Apostel Petrus (17. Jahrhundert)

- Monuments historiques (Objekte) in Viarmes in der Base Palissy des französischen Kultusministeriums